# Peter Thibeaux
Peter C. Thibeaux (Los Ángeles, California, 3 de octubre de 1961) es un exjugador de baloncesto estadounidense que disputó dos temporadas en la NBA, además de jugar en diferentes ligas europeas. Con 2,00 metros de estatura, jugaba en la posición de alero.

## Trayectoria deportiva

### Universidad
Jugó durante cuatro temporadas con los Gaels del Saint Mary's College of California, en las que promedió 14,1 puntos y 6,1 rebotes por partido. En sus dos últimas temporadas lideró al equipo en anotación y en rebotes, siendo elegido en ambas en el mejor quinteto de la West Coast Conference.

#### Estadísticas
| Temporada | Equipo                     | Conf. | Partidos | MIN | TC  | TCA  | %TC  | 3P | 3PA | %3P | TL  | TLA | %TL  | REB | PTS  |
| 1979-80   | Saint Mary's College Gaels | WCC   | 27       |     | 3.0 | 6.3  | .480 |    |     |     | 1.3 | 1.9 | .700 | 3.4 | 7.4  |
| 1980-81   | Saint Mary's College Gaels | WCC   | 27       |     | 4.9 | 9.1  | .543 |    |     |     | 2.0 | 2.9 | .714 | 6.4 | 11.9 |
| 1981-82   | Saint Mary's College Gaels | WCC   | 27       |     | 7.2 | 12.4 | .577 |    |     |     | 3.2 | 4.3 | .735 | 7.1 | 17.6 |
| 1982-83   | Saint Mary's College Gaels | WCC   | 25       |     | 7.7 | 12.6 | .610 |    |     |     | 4.5 | 6.1 | .737 | 7.6 | 19.8 |
| Total     | Saint Mary's College Gaels |       | 106      |     | 5.7 | 10.1 | .563 |    |     |     | 2.7 | 3.7 | .727 | 6.1 | 14.1 |

### Profesional
Fue elegido en la septuagésimo séptima posición del Draft de la NBA de 1983 por Golden State Warriors, pero fue despedido antes de que comenzara la competición, jugando una temporada en los Toronto Tornados de la CBA antes de ser reclamado por los Warriors al comienzo de la temporada 1984-85. Allí jugó dos temporadas, promediando en la última de ellas 5,5 puntos y 1,8 rebotes por partido.
En 1986 ficha por el Auxilium Torino de la liga italiana, donde juega una temporada promediando 16,7 puntos y 5,6 rebotes por partido. Al año siguiente ficharía por el Café Delta Badajoz de la 1ª B Española, para al año siguiente regresar a su país para jugar con los Tulsa Fast Breakers, proclamándose campeón de la CBA. Jugaría posteriormente en Francia y Holanda antes de retirarse definitivamente.

## Estadísticas de su carrera en la NBA

### Temporada regular
| Temporada | Edad | Equipo                | Liga | P  | TIT | MIN  | TC  | TCA | %TC  | 3P  | 3PA | %3P  | TL  | TLA | %TL  | R.OF. | R.DEF. | REB | ASIS | ROB | TAP | PER | FP  | PTS |
| 1984-85   | 23   | Golden State Warriors | NBA  | 51 | 1   | 9.0  | 1.8 | 3.8 | .482 | 0.0 | 0.0 | .000 | 0.8 | 1.3 | .642 | 0.6   | 0.8    | 1.4 | 0.3  | 0.2 | 0.3 | 0.7 | 1.7 | 4.5 |
| 1985-86   | 24   | Golden State Warriors | NBA  | 42 | 8   | 12.6 | 2.4 | 5.5 | .429 | 0.0 | 0.1 | .400 | 0.7 | 1.1 | .604 | 0.7   | 1.1    | 1.8 | 0.7  | 0.5 | 0.4 | 0.9 | 2.0 | 5.5 |
| Total     |      |                       | NBA  | 93 | 9   | 10.7 | 2.1 | 4.6 | .453 | 0.0 | 0.1 | .286 | 0.8 | 1.2 | .626 | 0.6   | 0.9    | 1.5 | 0.5  | 0.4 | 0.3 | 0.8 | 1.8 | 5.0 |